# Rivka Basman Ben-Hayim
Rivka Basman Ben-Hayim geborene Rivka Basman (hebräisch ,רבקה בסמן בן-חיים geboren am 20. Februar 1925 in Ukmergė, Litauen; gestorben am 22. März 2023 in Herzlia, Israel) war eine litauisch-israelische Lyrikerin, die auf Jiddisch schrieb.

## Leben
Basman Ben-Hayim besuchte die jüdische Volksschule, in der Jiddisch gesprochen wurde. Dort lernte sie die Gedichte und Geschichten von Kadya Molodowsky kennen und lieben und begann bereits selbst jiddische Gedichte zu schreiben. Sie setzte ihre Ausbildung am litauischen Gymnasium fort. 1941 wurde die gesamte Familie Basman in das Ghetto Wilna deportiert. In diesem Ghetto begegnete sie Abraham Sutzkever und las ihm ihre jiddischen und litauischen Gedichte vor. Sutzkever ermutigte sie, ausschließlich auf Jiddisch zu schreiben. Er blieb bis zu seinem Tod 2010 mit Basman Ben-Hayim befreundet.
Als 1943 das Ghetto Wilna geräumt wurde, kam Basman Ben-Hayim in das KZ Riga-Kaiserwald. Hier versuchte sie zusammen mit anderen Häftlingen, die Mitgefangenen aufzuheitern, indem sie ihnen jeden Tag jiddische Lieder und Gedichte vortrug, die sie selbst erfand. Als das KZ wegen des Vormarsches der Roten Armee 1944 evakuiert wurde, gelang es Basman Ben-Hayim das Blatt mit ihren Gedichten, zusammengerollt unter ihrer Zunge versteckt, aus dem KZ hinauszuschmuggeln. In späteren Jahren hielt sie nicht mehr viel von diesen Gedichten, vermachte jedoch die hinausgeschmuggelte Rolle als Zeitzeugnis der Gedenkstätte Yad Vashem.
Nach der Befreiung lebte Basman Ben-Hayim von 1945 bis 1947 in Belgrad. Hier heiratete sie Schmuel Ben-Hayim, genannt Mula. Das Ehepaar leitete die Belgrad-Bricha, die Juden bei der Flucht nach Palästina half. Diese Aktion war illegal und die Aktivisten, darunter Schmuel Ben-Hayim, wurden von Interpol gesucht. Deshalb nahm Schmuel Ben-Hayim den Namen Basman an.
1947 übersiedelte das Ehepaar Basman nach Israel. Hier wurden sie Mitglieder des Kibbuz Ha-Ma’apil, wo sie 16 Jahre lang lebten. Schmuel Ben-Hayim wurde Soldat und kämpfte im Israelischen Unabhängigkeitskrieg. Auch Basman Ben-Hayim beteiligte sich an den Kämpfen, als der Kibbuz angegriffen wurde. Sie studierte im Seminar Ha-Kibbuzim in Tel Aviv und erwarb ein Diplom als Lehrerin. Danach lehrte sie an der Schule des Kibbuz. Nebenher publizierte sie Gedichte und war Mitglied der Jiddischen Poetenvereinigung Yiddisch Young Israel.
1961 ging das Ehepaar nach New York City, wo Basman Ben-Hayim an der Columbia University Englisch und Vergleichende Literaturwissenschaft studierte. Von 1963 bis 1965 war Schmuel in Moskau Israels Kulturattaché für die Sowjetunion. Basman Ben-Hayim lehrte die Kinder des diplomatischen Corps in Moskau. Während ihres Aufenthaltes in Moskau knüpfte das Ehepaar heimliche Kontakte zwischen jiddischen Schriftstellern der Sowjetunion und der restlichen Welt.

## Literarisches Werk
Basman Ben-Hayim schrieb ihre Lyrik fast ausschließlich in Jiddisch. Ihre Gedichte wurden ins Hebräische, Englische, Französische, Polnische, Deutsche und Flämische übersetzt. Sie schrieb in gebundener Form, meistens in Jamben und gereimt. Gegenstand ihrer Gedichte waren alltägliche Begebenheiten, die Natur, Tiere. Eingestreut finden sich Hinweise auf biblische Figuren und Elemente der jüdischen Mythologie, die als Metapher dienen. Eines ihrer wiederkehrenden Themen war das Wesen der Zeit.
Politik, Ideologie und soziale Dinge schloss Basman Ben-Hayim aus ihren Gedichten aus. Obwohl unausgesprochen die erlebten Grausamkeiten von Ghetto und Konzentrationslager im Hintergrund ihrer Gedichte erahnbar waren, war es ihr bis zu ihrem 80. Lebensjahr nicht möglich, direkt darüber zu sprechen. Erst in fortgeschrittenem Alter wurde ihr bewusst, dass sie einer der letzten Zeugen dieser Zeit und deren Verbrechen war, und sie begann vorsichtig auch in ihren Gedichten dafür Zeugnis abzulegen. Schließlich widmete sie ein ganzes Buch, A bliyung in ash (Ein Blühen in Asche, erschienen 2018), ihren Erfahrungen im Holocaust.

## Preise und Anerkennung
1980 erhielt Basman Ben-Hayim den Arye-Shamri-Preis, 1983 den Jacob-Fichman-Preis, 1984 den Itzik-Manger-Preis, 1989 den World-Zionist-Foundation-Preis, 1992 den David-Hofstein-Preis, 1994 den Pollak-Preis des Scholem-Alejchem-Hauses, 1995 den Leib-Malakh-Preis des Leivick-Hauses, 1997 den Mendele-Preis der Stadt Tel Aviv und 1998 den Chaim-Zhitlowsky-Preis.

## Familie und Privatleben
Rivka Basmans Eltern waren das Ehepaar Basman, Jesekiel und Zipora, geborene Heyman. Basman Ben-Hayims Mutter starb 1930, als Rivka fünf Jahre alt war. Ihr Vater heiratete erneut und hatte mit seiner zweiten Frau einen Sohn Aaron, genannt Arele. Basman Ben-Hayims Bruder Aaron wurde mit acht Jahren von den deutschen Nationalsozialisten ermordet. Ihr Vater wurde im KZ-Außenlager Klooga kurz vor der Befreiung durch die Alliierten ermordet.
Rivka Basman heiratete zwischen 1945 und 1947 den Aktivisten, Soldaten, Illustrator und Politiker Shmuel Ben-Hayim. Dieser nahm zunächst ihren Namen Basman an. Nach dem Tod ihres Mannes im Jahr 1993 fügte Rivka Basman den Namen ihres Mannes ihrem eigenen Namen hinzu und nannte sich nun Rivka Basman Ben-Hayim. Shmuel Ben-Hayim illustrierte die Bücher seiner Frau.
Basman Ben-Hayim wohnte in ihren letzten Lebensjahren in Herzlia Pituach, wo sie 2023 im Alter von 98 Jahren starb.

## Werke (Auswahl)
- Toybn baym brunem. (Tauben beim Brunnen.) Yiśroel-bukh, Tel Aviv 1959, OCLC 17747760
- Bleter fun vegn. (Blätter vom Weg.) Yiśroel-bukh, Tel Aviv 1967, OCLC 19308989
- Likhtike shteyner. (Strahlende Steine.) Yiśroel-bukh, Tel Aviv 1972, OCLC 19309017
- Tseshotene kreln. (Körnchen im Schatten.) Yiśroel-bukh, Tel Aviv 1982, OCLC 25094084
- Onrirn di tsayt. (Die Zeit berühren.) Yiśroel-bukh, Tel Aviv 1988, ISBN 9780657175207.
- Di shtilkayt brent. (Die Stille brennt.) Yiśroel-bukh, Tel Aviv 1992, ISBN 978-965-430-005-6.
- Di erd gedenkt. (Die Erde erinnert sich.) Yiśroel-bukh, Tel Aviv 1998, ISBN 978-965-430-044-5.
- Di draytsnte sho. (Die Dreizehnte Stunde.) Yiśroel-bukh, Tel Aviv 2000, ISBN 978-965-430-046-9.
- Af a strune fun regn. (Auf einer Saite aus Regen.) Yiśroel-bukh, Tel Aviv 2002, ISBN 978-965-430-049-0.
- Lekoved ikh un du. (Mir und dir zu Ehren.) Leyvik-Farlag, Tel Aviv 2006, ISBN 978-965-7348-08-6.
- Ikh bin an Iraḳer-pizshame. (Ich bin ein irakischer Pyjama.) Leyvik-Farlag, Tel Aviv 2008, ISBN 978-965-7348-15-4.
- על מיתר הגשם : מבחר שירים (Auf einer Saite aus Regen: Auswahl von Gedichten.) Keshev, Tel Aviv 2010, ISBN 978-965-531-058-0.
- The Thirteenth Hour. (Bilinguale Ausgabe in Jiddisch und Englisch) Mayapple Press, Woodstock 2016, ISBN 978-1-936419-71-5.
- Der shmeykhl fun a boym. (Das Lächeln eines Baumes.) Keshev, Tel Aviv 2016, ISBN 978-965-531-209-6.
- Eybiḳe ṿegn. (Ewige Wege.) Leyvik-Farlag, Tel Aviv 2018, ISBN 978-965-7348-51-2.
- A bliṿeng in ash. (Ein Blühen in Asche.) Leyvik-Farlag, Tel Aviv 2018, ISBN 978-965-7348-54-3.
- Tauben sprechen Jiddisch. hochroth, Berlin 2020, ISBN 978-3-903182-67-7.